# Margarete Braun
Pour les articles homonymes, voir Braun.
Margarete Berta Braun dite Gretl Braun (en allemand : [ˈgʁɛtl̩ ˈbʁaʊn]) née le 31 août 1915 à Munich et morte le 10 octobre 1987 à Steingaden est une membre du cercle social intime d'Adolf Hitler au Berghof, sa résidence secondaire, et l'une des deux sœurs d'Eva Braun, qui épousa ce dernier.
En dépit des liens de Gretl avec le régime nazi, elle réussit à survivre à la Seconde Guerre mondiale presque indemne. Elle change de nom, se remarie et vit une vie calme jusqu'à sa disparition en 1987.

## Biographie

### Enfance
Gretl Braun est la plus jeune des trois filles de l'instituteur Friedrich "Fritz" Braun et de la couturière Franziska "Fanny" Kronberger. Après avoir abandonné l'école secondaire à Medingen à l'âge de 16 ans, elle travaille comme commis pour la société de photographie de Heinrich Hoffmann, le photographe officiel du parti nazi, qui emploie également sa sœur Eva. Hitler loge les sœurs dans un appartement de trois chambres à Munich en août 1935 et l'année suivante dans une villa à Bogenhausen. Leur père n'était pas content de cet arrangement. Les sœurs sont des photographes passionnées ; en 1943, Gretl Braun fréquente l'École nationale de photographie de Bavière. 

### Au Berghof
Gretl Braun passe beaucoup de temps avec Eva à la résidence secondaire d'Hitler, le Berghof, situé dans l'Obersalzberg des Alpes bavaroises, où elle égaye l'atmosphère formelle en s'amusant, en fumant et en flirtant avec les officiers de service. Selon la secrétaire d'Hitler, Traudl Junge, Hitler lui expliqua longuement pourquoi il détestait fumer, mais elle ne voulait pas abandonner cette habitude. Gretl Braun tombe amoureuse de l'adjudant personnel d'Hitler Fritz Darges, mais il est soudainement renvoyé par Hitler et affecté au commandement d'une unité sur le front de l'Est à la suite d'un commentaire insubordonné lors d'une réunion en 1944.

### Mariage
Le 3 juin 1944, elle épouse le SS-Gruppenführer Hermann Fegelein, qui est officier de liaison auprès de Heinrich Himmler au sein de l'état-major d'Hitler. Fegelein est un coureur de jupons avéré  ayant eu de nombreuses aventures extraconjugales. Leur mariage a lieu au château Mirabell à Salzbourg avec Hitler, Himmler et Martin Bormann comme témoins. Sa sœur Eva organisa le mariage. Les noces durent trois jours et comportent un repas au Berghof et une fête au Nid d'Aigle à Obersalzberg. Ce mariage permet à Hitler de formaliser sa relation avec Eva pour l'inclure dans des représentations publiques.

### Chute du Troisième Reich
Les forces alliées débarquent en Normandie trois jours après le mariage de Gretl Braun. La vie sociale au Berghof se termine le 14 juillet 1944 lorsque Hitler part pour son quartier général militaire, sans jamais revenir au Berghof. Le 19 janvier 1945, Gretl et Eva Braun arrivent à la Chancellerie du Reich à Berlin, mais elles repartent pour Berchtesgaden le 9 février. Eva Braun reviendra plus tard et seule. Le 23 avril, elle écrit sa dernière lettre à Gretl et inclut une demande de destruction de ses papiers à l'exception de sa correspondance personnelle qui doit être enterrée. Aucun de ces documents n'est retrouvé.
Gretl Braun est enceinte et toujours au Berghof lorsque son mari est arrêté pour désertion le 28 avril 1945, ayant disparu du Führerbunker. Initialement, par considération pour Eva, Hitler envisage d'affecter Fegelein à la défense de Berlin. Cependant, après avoir appris l'offre d'Himmler de se rendre aux Alliés occidentaux, Hitler ordonne d'arrêter et de fusiller Fegelein. Hitler et Eva Braun se marient dans la matinée du 29 avril. L'après-midi du 30 avril 1945, le couple se suicide. Le 5 mai 1945 à Obersalzberg, Gretl Braun donne naissance à une fille, qu'elle nomme Eva Barbara en mémoire de sa sœur. Eva Barbara se suicide en 1971, après la mort de son petit ami dans un accident de voiture,.

### Vie après la guerre
Gretl Braun et Kurt Berlinghoff se marient le 6 février 1954 à Munich. Elle meurt le 10 octobre 1987 à Steingaden, en Bavière, à l'âge de 72 ans.